# 9073 Yoshinori
9073 Yoshinori (1994 ER) là một tiểu hành tinh vành đai chính được phát hiện ngày 4 tháng 3 năm 1994 bởi T. Kobayashi ở Oizumi.